# 6181 Bobweber
6181 Bobweber è un asteroide della fascia principale. Scoperto nel 1986, presenta un'orbita caratterizzata da un semiasse maggiore pari a 2,4308923 UA e da un'eccentricità di 0,2379396, inclinata di 7,56837° rispetto all'eclittica.
L'asteroide è dedicato a Robert Weber, scienziato statunitense, responsabile del progetto LINEAR nel primo anno di attività.